# Al-Abbas-Moschee

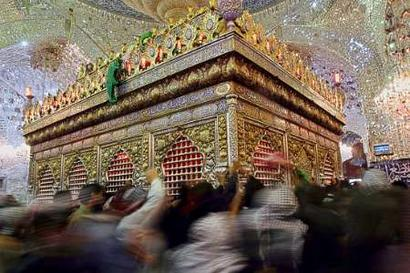
Schrein von Abbas ibn Ali in Kerbela

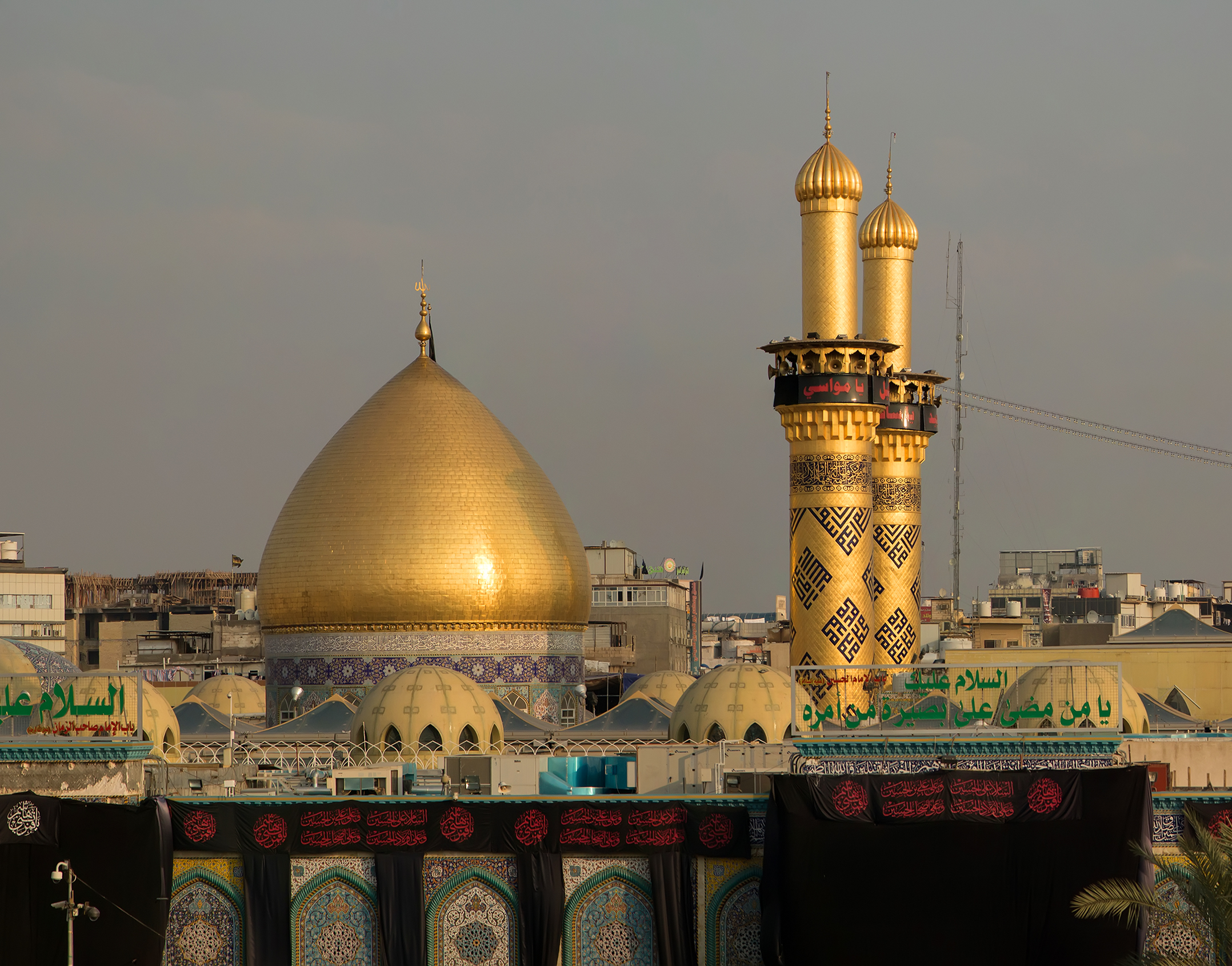
al-Abbas-Moschee

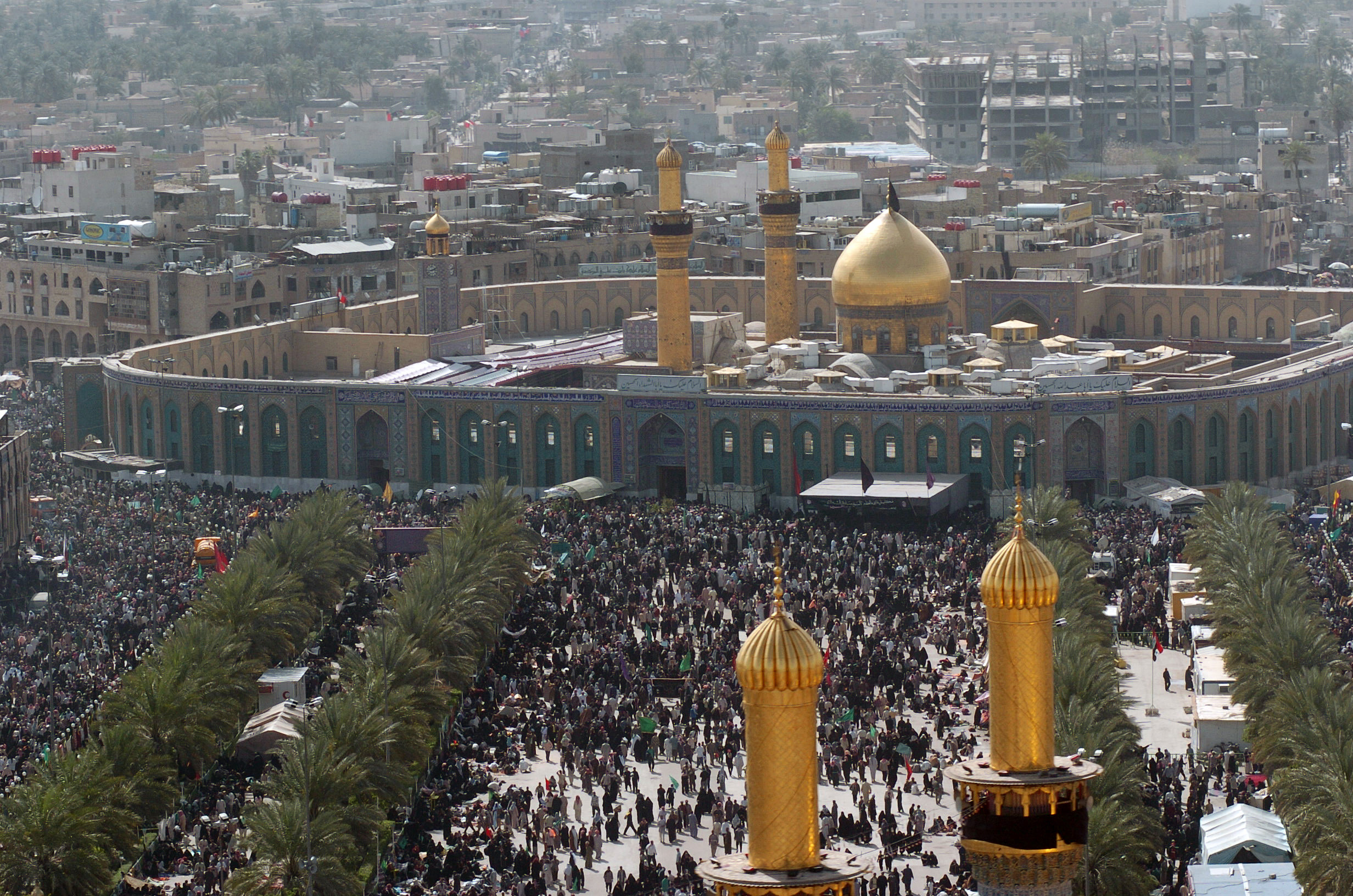
Zwischen den beiden Heiligtümern (mit Blick auf den Imam-Husain-Schrein).

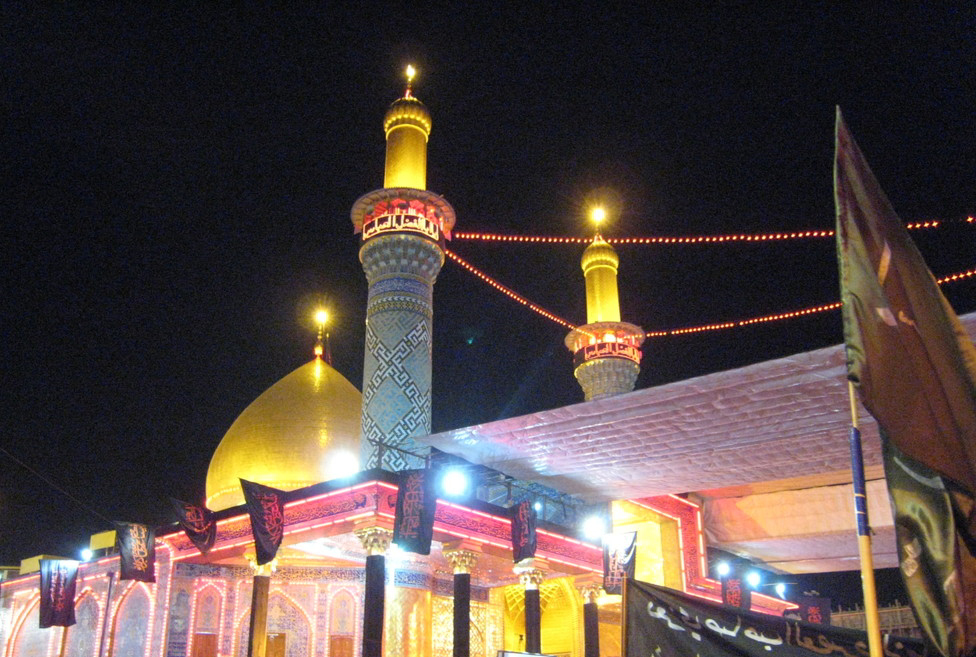
al-Abbas-Moschee in Kerbela bei Nacht

Die al-Abbas-Moschee befindet sich über dem Grabschrein von Abbas ibn Ali in der Stadt Kerbela im Irak. Sie liegt an der Stelle, wo er gestorben und begraben worden sein soll in unmittelbarer Nähe des Imam-Husain-Schreins mit der Moschee von Imam Hussein, dem zweiten Enkel Mohammeds. Die Stätten sind ein bedeutender schiitischer Ort der Wallfahrt (ziyāra), insbesondere zu den schiitischen Passionsspielen am Jahrestag der Schlacht bei Kerbela.
Ein Platz zwischen den beiden heiligen Stätten verbindet die beiden Schreine von Imam Husain und Iman Abbas: 

„Die Gläubigen sammeln sich dann in dem riesigen, mit weißem Marmor und schwarzem Granit ausgelegten Innenhof, der die Imam-Hussein-Moschee mit jener seines Bruders Abbas verbindet. Es sind Zehntausende Menschen an normalen Tagen, an Feiertagen sind es Millionen. Kerbela im Irak ist für schiitische Muslime eine der heiligsten Städte.“

An der Moschee befindet sich das “Departement der Intellektuellen und Kulturellen Angelegenheiten” (Department of Intellectual and Cultural Affairs) und das ihm angeschlossene “Islamische Zentrum für Strategische Studien” (Islamic Centre for Strategic Studies, IICSS, arabisch المركز الاسلامي للدراسات الاستراتيجية).